# Zophoryctes flavopilosus
Zophoryctes flavopilosus is een spinnensoort uit de familie Barychelidae. De soort komt voor in Madagaskar.